# Hülsenberg (Ratingen)
Der Hülsenberg ist eine Erhebung in Ratingen, Kreis Mettmann in Nordrhein-Westfalen.

## Name
Der Name Hülsenberg leitet sich von der Verbreitung der Europäischen Stechpalme, im Rheinischen Hülse genannt, rund um den Hülsenberg ab.

## Lage
Im Nordwesten des Hülsenbergs befindet sich der Ratinger Stadtteil Lintorf, südwestlich Düsseldorf-Tiefenbroich, südöstlich Ratingen-Eggerscheidt, nordöstlich Ratingen-Eickelscheidt und nördlich das Autobahnkreuz Breitscheid.

## Naturraum
Der Hülsenberg liegt im Naturraum der Hilden-Lintorfer Sandterrassen am Übergang vom Bergischen Land in die Niederrhein-Region. Der den Berg umgebene Stadtwald entstand vor allem durch Wiederaufforstungsmaßnahmen. Die Region um den Hülsenberg ist als Landschaftsschutzgebiet Ratinger Stadtwald Süd-West geschützt, da sie viele Tier- und Pflanzenarten beherbergt.

## Erschließung
Der Hülsenberg ist über einen geschotterten Wanderweg erreichbar. Über und um den Hülsenberg verlaufen beschilderte Wanderwege.